# Тед Чан
Тед Чан (англ. Ted Chiang, кит. спр. 姜峯楠, палл.: Цзян Фенань) — американський письменник-фантаст китайського походження, в активі якого літературних нагород більше ніж написаних творів.

## Біографія
Тед Чан народився в місті Порт-Джефферсон, поруч з Нью-Йорком. Закінчив Університет Брауна в Провіденсі (штат Род-Айленд), де отримав диплом з інформатики. Після чого деякий час Чан писав статті для одного комп'ютерного видання біля Сіетла (округ Вашингтон), потім працював в різних комп'ютерних фірмах і урядових установах.
Наразі живе в Белв'ю (Вашингтон) зі своєю подругою, заробляє на життя комп'ютерними програмами на зрідка науково-фантастичними творами.

## Творчість
Дебютував Тед Чан короткою повістю «Вавилонська вежа», опублікованою у 1990 році на сторінках журналу «Omni». Ця повість принесла Чану премію «Неб'юла» і дві номінації на «Г'юго» і «Локус». Після настільки вишуканого дебюту Чан брав участь у знаменитому Кларіонському семінарі молодих авторів.
У деяких творах Чана присутня тема або посил до релігії. В його дебютному творі «Вавилонська вежа» зазначається радикальне переосмислення біблійного сюжету: у Чана люди будують вежу не через гордість, а виключно з любові до Бога, але, діставшись до самого неба, виявляють, що їх Всесвіт подібний циліндру-кліше для копіювання глиняних клинописних табличок...
У повісті «Пекло — це відсутність Бога» Бог і ангели представлені байдужими силами природи, і від цього любов до них і віра в них повинні бути ірраціональними, безумовними. У повісті «72 літери» Чан взагалі розглядає факт народження і відтворення людини як постійну кінцеву величину. І герой твору, з метою спасіння людства від вимирання, подібно творця, знаходить несподіване генетичне рішення, проектуючи деякі властивості ожилих големів на людину.

## Нагороди
- 1991 рік — Премія «Неб'юла», в номінації Коротка повість (Novellette) за «Вавилонська вежа» (1990 рік);
- 1992 рік — Премія «Г'юго», в номінації Премія ім. Джона Кемпбелла (John W. Campbell Award)
- 1992 рік — Премія «Asimov’s Readers' Awards», в номінації Коротка повість за «Розумій» (1991 рік);
- 1999 рік — Премія «Неб'юла», в номінації Повість (Novella) за «Історія твого життя» (1998 рік);
- 1999 рік — Премія «Theodore Sturgeon Award», в номінації Найкраще НФ-оповідання за «Історія твого життя» (1998 рік);
- 2000 рік — Премія «Sidewise Awards», в номінації Найкращий твір малої форми за «72 літери (2000 рік);
- 2002 рік — Премія «Неб'юла», в номінації Коротка повість за «Пекло — це відсутність Бога» (2001 рік);
- 2002 рік — Премія «Локус», в номінації Коротка повість за «Пекло — це відсутність Бога» (2001 рік);
- 2002 рік — Премія «Г'юго», в номінації Коротка повість за «Пекло — це відсутність Бога» (2001 рік);
- 2003 рік — Премія «Локус», в номінації Авторська збірка (Collection) за «Історія твого життя» (2002 рік);
- 2004 рік — Премія «Сигма-Ф», в номінації Переклад (Найкращий зарубіжний тів) за «Вавилонська вежа» (1990 рік);
- 2007 рік — Премія «Неб'юла», в номінації Коротка повість за «Купець і чарівні ворота» (2007 рік);
- 2008 рік — Премія «Г'юго», в номінації Коротка повість за «Купець і чарівні ворота» (2007 рік);
- 2009 рік — Премія «Г'юго», в номінації Оповідання за «Exhalation»
- 2009 рік — Премія «Локус», в номінації Оповідання за «Exhalation»
- 2009 рік — Премія «British Science Fiction Award», в номінації Мала форма (Short Fiction) за «Exhalation» (2008 рік).

## Екранізації
- 2016 — фільм «Прибуття» за оповіданням «Історія твого життя» (реж.Дені Вільньов, у ролях Емі Адамс, Джеремі Реннер, сценарист Ерік Гайссерер)

## Переклади українською
- Тед Ченґ (2022). Історія твого життя та інші оповідання. Переклад з англійської: Євген Ширинос. Київ: BookChef. 352 стор. ISBN 978-966-993-984-5.